# 4-Tage-Woche

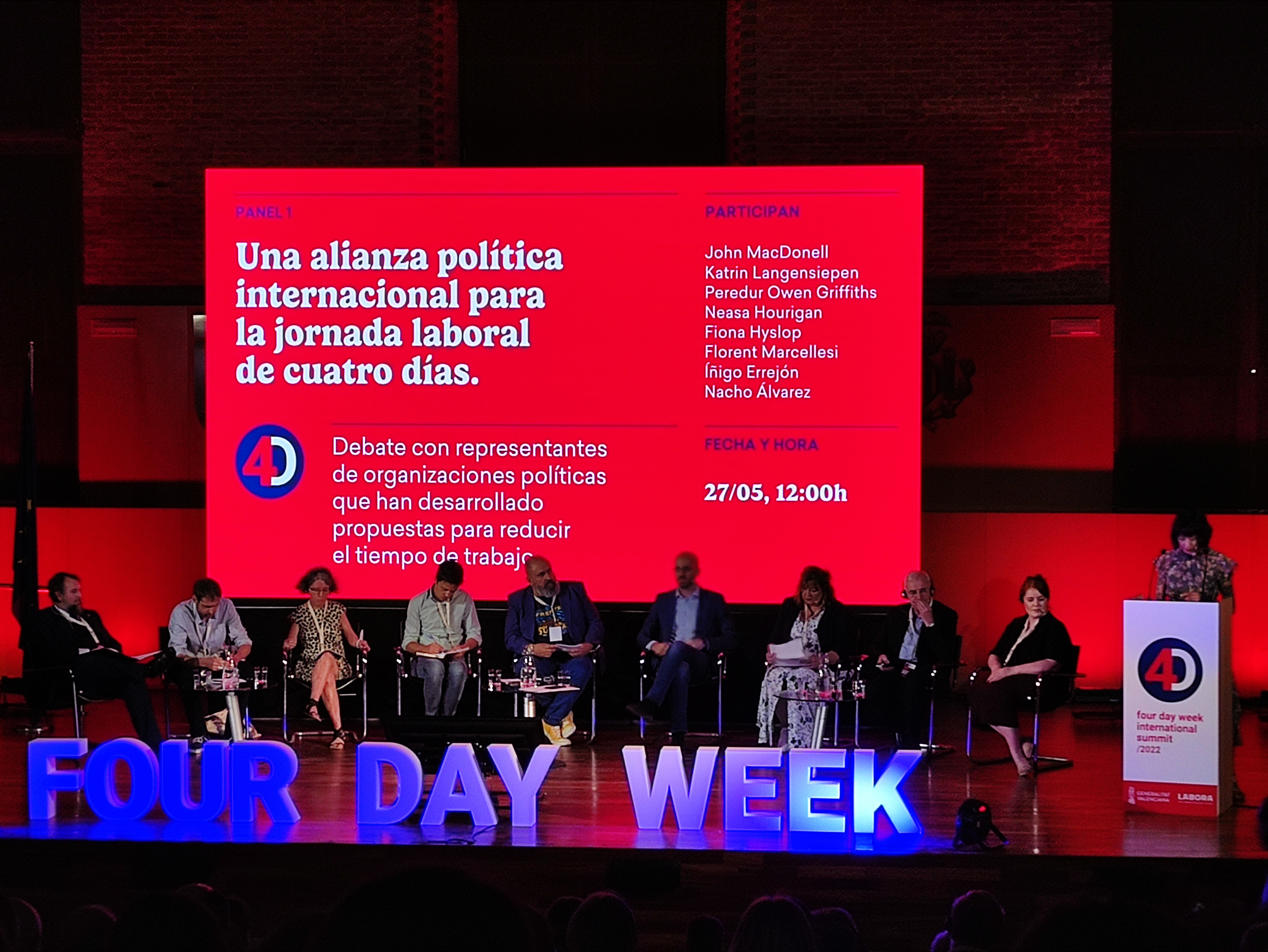
Debatte zur 4-Tage-Woche in Valencia (Spanien)

Die 4-Tage-Woche (auch: Viertagewoche) ist ein Arbeitszeitmodell, bei dem die Anzahl an Arbeitstagen in einer Arbeitswoche vier beträgt. Dabei wird im Vergleich zur 5-Tage-Woche je nach Variante entweder tatsächlich die Wochenarbeitszeit reduziert – oder aber bei einer regulären 40-Stunden-Woche lediglich dieselbe Arbeitszeit auf vier Tage verteilt, so dass sich ein freier Tag ergibt.

## Argumente für eine 4-Tage-Woche

### Kulturgeschichtlicher Hintergrund
Die 5-Tage-Woche wurde als Normalarbeitszeit in den meisten Staaten im Laufe des 20. Jahrhunderts eingeführt (zuvor war eine 6-Tage-Woche die Regel). Ihre Sinnhaftigkeit und Zeitgemäßheit wird seit einigen Jahren auch aufgrund der Tendenz zu flexibleren Arbeitszeiten zunehmend infrage gestellt.

### Höhere Produktivität und bessere Work-Life-Balance
Befürworter der 4-Tage-Woche argumentieren, dass Mitarbeiter durch die damit einhergehenden längeren Erholungspausen in Form von längeren Wochenenden motivierter und konzentrierter seien. Somit seien sie auch in der Lage, produktiver zu arbeiten. Einige argumentieren in diesem Zusammenhang außerdem, dass es grundsätzlich ein Trugschluss sei, dass mehr Arbeitszeit tendenziell zu mehr Produktivität führe (siehe Parkinsonsches Gesetz).
Als Vorteil wird ebenfalls erachtet, dass Beschäftigte mehr Zeit für andere alltägliche Angelegenheiten hätten, wenn sie nur noch vier Tage in der Woche einer festen Erwerbsarbeit nachgehen müssten. Eine 5-Tage-Woche sei für viele Menschen nicht vereinbar mit den Anforderungen des modernen Alltags. 2020 schlug die neuseeländische Premierministerin Jacinda Ardern die Einführung einer 4-Tage-Woche vor, um die Work-Life-Balance der Beschäftigten und den inländischen Tourismus nach der COVID-19-Pandemie zu fördern.

### Mittel gegen den Fachkräftemangel
Die 4-Tage-Woche wird von einigen als Mittel betrachtet, um bestimmte Arbeitsplätze attraktiver zu gestalten und so dem Fachkräftemangel vorzubeugen.

### Klimaschutz
Im Allgemeinen wird oftmals eine Verkürzung der Erwerbsarbeitszeit als mögliche Klimaschutz-Maßnahme ins Spiel gebracht. Eine 4-Tage-Woche könnte das Potenzial haben, CO2-Emissionen merklich zu reduzieren, denn sie würde wahrscheinlich zu einer Verringerung des Berufsverkehrs führen. Außerdem wird darauf hingewiesen, dass im Sinne einer Suffizienz-Strategie der Verzicht auf einen Lohnausgleich bei Maßnahmen zur Arbeitszeitverkürzung ebenfalls zum Klimaschutz beitragen könnte. Die Beschäftigten würden dann Geld, das in wohlhabenden Gesellschaften oft für nicht lebensnotwendige Konsumgüter ausgegeben wird, gegen mehr Freizeit tauschen. So könnte klimaschädlicher Konsum verringert werden.

## Forschung und empirische Befunde

### Pilotprojekte
Im Rahmen einer in Island durchgeführten Studie sollten 2500 Bürger fünf Jahre lang bei gleichbleibender Bezahlung 32 Stunden statt 40 Stunden lang in der Woche arbeiten. Die Teilnehmer hatten mehr Zeit für sich und nahestehende Personen, waren glücklicher und litten weniger häufig unter Stress.
Das neuseeländische Nachlassplanungsunternehmen Perpetual Guardian testete 2018 eine 4-Tage-Woche und meldete einen Produktivitätsanstieg von 20 % sowie ein geringeres Stressniveau und eine größere Arbeitszufriedenheit bei seinen Mitarbeitern. Laut dem Gründer des Unternehmens bringe die verkürzte Arbeitswoche keine Nachteile mit sich. Später im selben Jahr führte Perpetual Guardian die 4-Tage-Woche dauerhaft ein.
2019 experimentierte Microsoft Japan einen Monat lang mit der 4-Tage-Woche und gab an, dass die Produktivität um 40 % zunahm und die Stromkosten um 23 % sanken.
Ab Juni bis Jahresende 2022 lief ein Versuch in Großbritannien, der zunächst 70 Unternehmen und mehr als 3.300 Arbeiterinnen, Arbeiter und Angestellte betraf. Von den letztlich 61 Unternehmen, die bis zum Ende am Experiment teilnahmen, haben 54 angekündigt, weiterhin eine Reduktion von 40 auf 32 Stunden in der Woche anbieten zu wollen. Als Ergebnis des Versuchs ließ sich festhalten, dass die meisten Unternehmen ihre Produktivität steigern konnten. Außerdem ging die Anzahl der Fehltage bei den Beschäftigten zurück und die Angestellten waren insgesamt zufriedener mit ihren Arbeitszeiten.
In Valencia, Spanien, wurde 2023 ein Pilotprojekt zur 4-Tage-Woche durchgeführt, an dem rund 360.000 Beschäftigte teilnahmen. Laut einer unabhängigen Expertenkommission führte das Experiment zu weniger Stress, höherer Zufriedenheit und besserem Wohlbefinden der Teilnehmer. Zudem verbesserte sich die Luftqualität durch reduzierte Autoemissionen, und Familien profitierten von einer besseren Work-Life-Balance.

### Umfragen
In einer repräsentativen Umfrage des Marktforschungsinstituts Toluna gaben 55 % der Befragten an, dass sie für eine 4-Tage-Woche finanzielle Einbußen in Kauf nehmen würden.
In einer repräsentativen Umfrage des Meinungsforschungsinstituts YouGov aus dem Jahr 2020 mit 1640 Teilnehmenden aus Deutschland befürworteten 61 % der Befragten eine 4-Tage-Woche eher oder voll und ganz.
In einer von Citrix beauftragen OnePoll-Umfrage vom September 2019 mit 500 deutschen Arbeitnehmern gaben 66 % an, dass sie bei gleicher Entlohnung nur vier Tage in der Woche arbeiten würden. 87 % hielten eine Einführung der 4-Tage-Woche in naher Zukunft allerdings für unwahrscheinlich.
Einer von Unique Research für die Tageszeitung Heute durchgeführten Umfrage aus Österreich mit rund 800 Teilnehmern nach sind 46 % der Befragten für die Einführung einer 4-Tage-Woche, während 45 % sie ablehnen.
Laut einer 2022 durchgeführten Meinungsumfrage, die von Forsa im Auftrag von RTL und n-tv durchgeführt wurde, sprechen sich 71 % der Deutschen dafür aus, dass das belgische Modell einer 4-tägigen Arbeitswoche bei gleicher Arbeitszeit auch in Deutschland eingeführt werden sollte.
In einer nicht repräsentativen Umfrage von MDRfragt aus dem Jahr 2023 befürworteten 59 % der knapp 30.000 Teilnehmer die Einführung einer 4-Tage-Woche in Deutschland, während 33 % sie ablehnten. Je jünger die Befragten waren, desto größer war tendenziell die Zustimmung.
In einer Umfrage von BuchhaltungsButler aus dem November 2024 mit über 1.000 deutschen Arbeitnehmern gaben 24 % an, dass ihr Unternehmen bereits eine Vier-Tage-Woche vollständig, teilweise oder testweise eingeführt hat. Zudem würden 75 % der 18- bis 24-jährigen Befragten für eine Vier-Tage-Woche mit 80 % des Gehalts den Job wechseln oder dies zumindest in Erwägung ziehen.

## 4-Tage-Woche in der Praxis

### Situation in Deutschland

#### Verbreitung
1994 führte Volkswagen für die Werke Emden, Salzgitter und Wolfsburg die Vier-Tage-Woche ein. 2006 wurde die Arbeitszeit wieder angehoben.
Als Teilzeitmodell ist es Arbeitnehmern möglich, ihre Arbeitszeit auf 80 % zu reduzieren. Auf wie viele und welche Wochentage diese verteilt werden soll, muss mit dem Arbeitgeber vereinbart werden. Außerdem besteht die Möglichkeit, die Arbeitsstunden auf weniger Tage zu verteilen.
2021 hatten in Deutschland lediglich vereinzelte Unternehmen aus Bayern eine 4-Tage-Woche standardmäßig eingeführt. 2023 beschloss die Stadt Wedel in Schleswig-Holstein, die Viertagewoche für die Stadtverwaltung einzuführen, um die bediensteten Fachkräfte halten zu können und die Verwaltungsjobs für junge Menschen attraktiv zu machen. Deutschlandweit lässt sich ein klarer Trend ablesen: Die Anzahl der Stellenanzeigen, die das Wort „4-Tage-Woche“ enthalten, ist seit 2019 stark angestiegen. Bestehende Möglichkeiten zur Viertagewoche bei Siemens werden wenig genutzt.
Die Partei Die Linke forderte 2020 eine 30-Stunden-Woche als Vollzeitnorm und begründete dies damit, dass durch die Digitalisierung viel menschliche Arbeit überflüssig werden werde. Die Gesamtmenge an Arbeit werde also kleiner, während im Gegenzug die Produktivität der verbliebenen Arbeit steige.
Kritiker merkten an, dass viele Arbeitsmarktexperten davon ausgehen, dass die Digitalisierung langfristig nicht zu weniger, sondern lediglich zu anderer Arbeit führen werde.
Seit 2023 fordern die Gewerkschaft Deutscher Lokomotivführer und die IG Metall eine 4-Tage-Woche mit vollem Lohnausgleich.
Dies sei weder organisier- noch bezahlbar, äußerten Unternehmenskreise. Gerhard Erdmann, Hauptgeschäftsführer des Arbeitgeberverbands Stahl, sagte, die Stahlindustrie habe die kürzesten Arbeitszeiten, den höchsten Lohn und die teuersten Strompreise. Eine Debatte über mehr Work-Life-Balance zu führen, während die Stahlbranche öffentliche Hilfen benötige, sei daher unangebracht.

#### Rechtliches
- Tägliche Höchstarbeitszeit: Es gelten dieselben Regelungen hinsichtlich täglicher Höchstarbeitszeit (→ Arbeitszeitgesetz). Falls weiterhin eine 40-Stunden-Woche gearbeitet wird, können an den regulären Arbeitstagen keine Überstunden gemacht werden, da die Höchstgrenze von 10 Stunden bereits durch die normale Arbeitszeit erreicht wird.[37]
- Wenn der Arbeitgeber von sich aus Arbeitszeit (und Lohn) kürzen will: Wenn es keine tarifliche Regelung gibt, wird die Arbeitszeit im Arbeitsvertrag festgelegt und kann vom Arbeitgeber nicht gekürzt werden. Möchte der Arbeitgeber die Arbeitszeit einzelner Arbeitnehmer ohne Absprache ändern, kann er dies nur über eine Änderungskündigung durchsetzen. Wenn diese aber gegen den Willen des Arbeitnehmers erfolgt, ist sie arbeitsrechtlich nur dann haltbar, wenn sie sozial gerechtfertigt ist.[37]
- Wenn die Mitarbeiter eines Unternehmens kürzere Arbeitszeiten wollen: Ob eine 4-Tage-Woche eingeführt wird, entscheidet der Arbeitgeber. Die Beschäftigten können mit dem Arbeitgeber auch flexible Arbeitszeiten oder Teilzeitarbeit vereinbaren, wenn die betriebliche Lage dies zulässt.
- Die 4-Tage-Woche muss nicht für alle Mitarbeiter eines Unternehmens gelten: Die 4-Tage-Woche kann einzeln mit bestimmten Mitarbeitern vereinbart werden, allerdings gebietet der allgemeine arbeitsrechtliche Gleichbehandlungsgrundsatz, dass Mitarbeitern in einer vergleichbaren Lage (z. B. Betreuung von Kindern und/oder pflegebedürftigen Angehörigen) dann ebenfalls die Option zu einer 4-Tage-Woche angeboten wird.[37]
- Telearbeit: Mit Erlaubnis des Arbeitgebers ist bei Arbeit, deren Erledigung nicht an einen bestimmten Arbeitsort gebunden ist, auch eine Kombination aus 4-Tage-Woche und Telearbeit möglich.
- Die 4-Tage-Woche muss nicht durchgehend praktiziert werden: Manche Unternehmen haben abwechselnd eine 4- und eine 5- (oder gar 6-) Tage-Woche.
- Aufteilung der Arbeitstage: In der geläufigsten Form der 4-Tage-Woche bilden die 4 Arbeits- und die 3 Ruhetage jeweils einen zusammenhängenden Block (Arbeit von Montag bis Donnerstag oder von Dienstag bis Freitag). Allerdings sind auch andere Formen der Aufteilung möglich (z. B. Arbeit am Montag, Dienstag, Donnerstag und Freitag und als Ruhetage Mittwoch, Samstag und Sonntag). Die Arbeitswochentage können vertraglich festgeschrieben werden, oder der Arbeitgeber entscheidet von Fall zu Fall, an welchen Tagen gearbeitet werden soll, muss es dem Arbeitnehmer aber rechtzeitig mitteilen. Auch Samstagsarbeit ist möglich (und die Vereinbarung einer 4-Tage-Woche z. B. von Mittwoch bis Samstag).[37]
- Feiertage und Krankentage: Wenn die 4 Arbeitstage genau festgelegt sind (z. B. Montag bis Donnerstag), kann der Arbeitgeber den Arbeitnehmer nicht dazu auffordern, einen Feiertag oder Krankentag, der in diese Tage fällt, an seinem arbeitsfreien Tag nachzuholen. Allerdings wird auch ein Feiertag, der auf den arbeitsfreien Tag des Arbeitnehmers fällt, nicht ausgeglichen und nicht bezahlt.[37] Das heißt z. B. für einen Arbeitnehmer, der freitags immer arbeitsfrei hat, ist der Karfreitag ein verlorener Feiertag, aber wegen des Ostermontags muss er in der Folgewoche nur 3 statt 4 Tage arbeiten.
- Jahresurlaub: Bei einer durchgehenden 4-Tage-Arbeitswoche hat man einen gesetzlichen Anspruch auf mindestens 16 Urlaubstage.[37]

### Situation in Belgien
Im Februar 2022 einigte sich die belgische Föderalregierung auf grundlegende Reformen für den Arbeitsmarkt. Teil dieser Reformen ist auch die 4-Tage-Woche bei gleichbleibender Arbeitszeit. So sollen Vollzeitbeschäftigte die Möglichkeit haben, mehr Stunden pro Tag zu arbeiten und dafür einen zusätzlichen freien Tag in der Woche zu erhalten.

### Situation im Vereinigten Königreich
Im Vereinigten Königreich haben 2022 im Rahmen eines Pilotprojekts über 70 Unternehmen und Organisationen eine 4-Tage-Woche bei gleichem Lohn getestet. Laut der Studie führte dies zu verbessertem Wohlbefinden bei den Angestellten, ohne die Produktivität der Unternehmen zu belasten. Auch die Zahl der krankheitsbedingten Fehltage ist zurückgegangen.
Die britische Labour Party verkündete bereits 2019, eine 4-Tage-Woche im Laufe des nächsten Jahrzehnts einführen zu wollen.

### Situation in den Vereinigten Staaten
Ab Mai 2022 nahmen 38 Unternehmen in den USA an einem sechsmonatigen Experiment der Non-Profit-Organisation 4 Day Week Global teil, bei dem Arbeitnehmer innerhalb von vier Arbeitstagen pro Woche 32 statt 40 Stunden bei gleichbleibendem Gehalt arbeiteten. Ziel des Experiments war es, die Arbeitskraft der Mitarbeitenden effizienter und sinnvoller zu nutzen, um eine verbesserte Produktivität durch höhere Arbeitszufriedenheit zusammen mit mehr Lebensqualität und weniger Arbeitszeit zu erreichen. Die Beschäftigten waren überaus zufrieden mit den um einen Tag verlängerten Wochenenden und mehrere Unternehmen berichteten von Produktivitätszuwächsen.

### Situation in Portugal
In Portugal wurde 2023 ein 6-monatiges Pilotprojekt in 39 Unternehmen durchgeführt, nachdem ursprünglich 99 Unternehmen Interesse angemeldet hatten. Die Teilnehmenden erhielten, im Gegensatz zu einem ähnlichen Projekt in Spanien, keine staatliche Unterstützung, um den Vergleich mit Firmen, die nicht teilnehmen, realistischer bewerten zu können.

### Situation in der Schweiz
In der Schweiz gibt es mehrere 4-Tage-Woche-Firmen mit einer Vollarbeitszeit zwischen 32 und 36 Stunden. 2025 wurde eine Studie gestartet, die teilnehmenden Organisationen erhalten Unterstützung in der Organisationsentwicklung. Die Studie ist eine Kollaboration aus 4 Day Week Global, der Berner Fachhochschule und Hailperin Beratung.